# Лесковец (Грчка)
Лесковец (грч. Λεπτοκαρυές, Лептокаријес) је насеље у Грчкој у општини Лерин, периферија Западна Македонија. Према попису из 2021. био је 51 становник.
Македонски историчар Тодор Симовски, 1998. године наводи да је Лесковец словенско насеље.

## Становништво
| Година       | 1951 | 1961 | 1971 | 1981 | 1991 | 2001 | 2011 |
| ------------ | ---- | ---- | ---- | ---- | ---- | ---- | ---- |
| Становништво | 327  | 287  | 197  | 162  | 186  | 116  | 62   |